# Xcite X-Cross 8
Xcite X-Cross 8 — кроссовер, выпускавшийся с 2024 года по 13 марта 2025 года автозаводом «Санкт-Петербург» под маркой Xcite, суббрендом Lada.

## Описание
X-Cross 8 является второй после X-Cross 7 моделью бренда Xcite. Представляет собой перелицованный вариант Chery Tiggo 8 Pro.
Продажи автомобиля начались 14 ноября 2024 года. Сборка организована на бывшем заводе компании Nissan в Санкт-Петербурге.
Автомобиль выпускается в комплектациях Enjoy, Enjoy 4WD и Techno 4WD.

## Завершение производства
13 марта 2025 года автомобили Xcite X-Cross 7 и X-Cross 8 были сняты с производства, так как компания Chery не будет больше поставлять машинокомплеты для сборки, а автомобиль создан на базе Chery Tiggo 8 Pro.

## Технические характеристики
Xcite X-Cross 8 оснащён 1,6-литровым бензиновым турбодвигателем мощностью 150 л. с. в паре с семиступенчатой трансмиссией с двумя сцеплениями.